# Solţānābād (ort i Kurdistan)
Solţānābād (persiska: سُلطانابادِ چِطاق, سلطان آباد, Solţānābād-e Cheţāq) är en ort i Iran.   Den ligger i provinsen Kurdistan, i den nordvästra delen av landet, 400 km väster om huvudstaden Teheran. Solţānābād ligger 2 089 meter över havet och antalet invånare är 118.
Terrängen runt Solţānābād är kuperad norrut, men söderut är den platt. Terrängen runt Solţānābād sluttar söderut.Runt Solţānābād är det ganska glesbefolkat, med 23 invånare per kvadratkilometer. Närmaste större samhälle är Khvosh Maqām, 17,5 km sydväst om Solţānābād. Trakten runt Solţānābād består i huvudsak av gräsmarker.